# Karol Świderski
Karol Świderski (Rawicz, 23 de enero de 1997) es un futbolista polaco que juega de delantero en el Panathinaikos F. C. de la Superliga de Grecia.

## Trayectoria

### Jagiellonia Białystok
Comenzó su carrera en la academia juvenil del Rawia Rawicz. De 2012 a 2014 estuvo en la escuela de deportes de UKS SMS Łódź. Luego en 2014 pasó a jugar para el Jagiellonia Białystok de Ekstraklasa, jugando al principio en su equipo de la III Liga y en su academia juvenil. Eventualmente comenzó a jugar exclusivamente en su primer equipo en la temporada 2016-17.
Tenía solo 17 años cuando hizo su debut en la Ekstraklasa para el 23 de agosto de 2014, en una derrota por 3-1 contra el Śląsk Wrocław. El 3 de junio de 2015, en un partido fuera de casa, marcó su primer gol profesional contra el Pogoń Szczecin en el minuto 80, en la victoria por 3-1.
Su debut en competición europea se produjo el 2 de julio de 2015, donde marcó y ganó el partido para el Jagiellonia en la victoria por 1-0 contra el Kruoja Pakruojis. También jugó en el partido de vuelta, que Jagiellonia ganó 8-0 y anotó en el minuto 4.

### PAOK
El 20 de enero de 2019 el PAOK de Salónica F. C. confirmó su fichaje, firmando un contrato de 3,5 años con el delantero polaco por una tarifa de transferencia de 2 millones de euros. Debutó con el club el 27 de enero, siendo sustituido en el minuto 81 por Omar El Kaddouri. El 30 de enero llegó el primer gol en el minuto 87, tras entrar desde el banquillo por Dimitris Limnios. El 18 de febrero de 2019 anotó como suplente en la victoria a domicilio por 5-1 contra el Apollon Smyrnis. El 10 de marzo marcó en la victoria en casa por 3-0 contra el Atromitos. El 21 de abril marcó el gol final en la victoria por 5-0 ante el Levadiakos que confirmó el primer título de Liga del PAOK en 34 años.
El 25 de agosto marcó su primer gol de la temporada 2019-20 con un reate de cabeza, abriendo el marcador, en un partido ganado en casa por 2-1 contra Panetolikos y una semana después, volvió a marcar en un 2-1 en casa contra el Panionios. El 29 de agosto marcó después de una asistencia de Rodrigo Soares cuando el PAOK venció al Š. K. Slovan Bratislava en el partido de vuelta de la eliminatoria de los play-offs de la Liga Europa, pero fue eliminado por goles de visitante después de que el marcador terminara 3-3 en el global. El 29 de septiembre de 2019 marcó los dos goles del PAOK en un empate 2-2 contra el AEK Atenas. El 4 de enero de 2020 anotó de rebote después de que Julián Cuesta desviara un tiro de Dimitris Pelkas, para abrir el marcador en una derrota a domicilio por 4-2 contra sus rivales Aris, ya que el PAOK finalmente fue derrotado después de 51 juegos en la Superliga. El 19 de enero de 2020 abrió el marcador en un partido con victoria en casa por 3-1 contra el Asteras Trípoli. El 12 de febrero de 2020 recibió un pase de Dimitris Pelkas y venció posteriormente a Sokratis Dioudis con un intento preciso, ayudando al vigente campeón de la Copa de Grecia. El ganador, el PAOK, pasó rápidamente a las semifinales de la Copa de Grecia, derrotando al Panathinaikos 1-0 en Atenas para completar un triunfo global de 3-0.
El 4 de octubre de 2020 marcó un doblete en los últimos tres minutos del partido, sellando una triunfante victoria en casa por 3-0 contra el OFI. El 31 de enero de 2021 anotó un doblete en la victoria en casa por 5-0 contra el Panetolikos.
El 19 de enero de 2022 según muchas fuentes, la aventura de tres años en Grecia podía terminar ya que el club aceptó la oferta de 5 millones de euros del club de la MLS Charlotte FC. Jugó en 28 partidos esa temporada, marcando 4 goles y 3 asistencias. Probablemente en su último partido con el club, ingresó al juego como suplente tardío, en el derbi de la Copa de Grecia contra el AEK Atenas.

### Charlotte FC
El 26 de enero de 2022 Charlotte FC anunció su fichaje con un contrato de jugador designado hasta la temporada 2025 con una opción para 2026.

## Selección nacional
Fue internacional sub-18, sub-19, sub-20 y sub-21 con la selección de fútbol de Polonia. El 28 de marzo de 2021 debutó con la absoluta en un partido de clasificación para el Mundial de 2022 ante Andorra en el que anotó el definitivo 3-0.

### Participaciones en Copas del Mundo
| Mundial                        | Sede  | Resultado        | Partidos | Goles |
| ------------------------------ | ----- | ---------------- | -------- | ----- |
| Copa Mundial de Fútbol de 2022 | Catar | Octavos de final | 1        | 0     |

### Participaciones en Eurocopas
| Copa          | Sede     | Resultado    | Partidos | Goles |
| ------------- | -------- | ------------ | -------- | ----- |
| Eurocopa 2020 | Europa   | Primera fase | 3        | 1     |
| Eurocopa 2024 | Alemania | Primera fase | 3        | 0     |

## Clubes
| Club                         | País           | Año       |
| ---------------------------- | -------------- | --------- |
| Jagiellonia Białystok        | Polonia        | 2014-2019 |
| PAOK de Salónica F. C.       | Grecia         | 2019-2022 |
| Charlotte F. C.              | Estados Unidos | 2022-2025 |
| Hellas Verona F. C. (cedido) | Italia         | 2024      |
| Panathinaikos F. C.          | Grecia         | 2025-     |

## Palmarés

### Títulos nacionales
| Título              | Club                   | País   | Año  |
| ------------------- | ---------------------- | ------ | ---- |
| Superliga de Grecia | PAOK de Salónica F. C. | Grecia | 2019 |
| Copa de Grecia      | PAOK de Salónica F. C. | Grecia | 2019 |
| Copa de Grecia      | PAOK de Salónica F. C. | Grecia | 2021 |